# Geelong Football Club
Geelong Football Club – klub futbolu australijskiego występujący w ogólnokrajowej lidze AFL. Klub noszący przydomek „the Cats” (Koty) został założony w 1859 roku w mieście Geelong w stanie Wiktoria.
Klub rozgrywa domowe mecze na stadionie Kardinia Park, mogącym pomieścić 28.000 widzów. Na najważniejsze mecze Koty wynajmują Docklands Stadium w pobliskim Melbourne, mogący pomieścić 56.000 widzów, zaś na „domowe” mecze z Collingwood FC i potencjalne mecze fazy finałowej wynajmowany jest 100-tysięczny Melbourne Cricket Ground.

## Początki
Klub Geelong FC (założony w 1859 roku), uważa się za jeden z najważniejszych w historii futbolu australijskiego, ponieważ brał czynny udział we wszystkich fundamentalnych inicjatywach XIX wieku. W 1877 roku był w grupie zakładającej Wiktoriański Związek Futbolowy, a w 1897 znalazł się w gronie zakładającym Victorian Football League (od 1990 roku - Australian Football League - AFL).

## Przydomek i barwy klubowe
Początkowo klub z Geelong nosił przydomek the Seagulls (Mewy), zaś w latach 20. XX wieku, klub przybrał nazwę the Cats (Koty).
Oficjalnymi barwami klubu są: granat i biel. Granat symbolizuje położenie miasta Geelong nad zatoką morską Corio, a biel odnosi się koloru mewy - pierwszego przydomku klubu.

## Sukcesy
- Mistrzostwo ligi: (9)

1925 1931 1937 1951 1952 1963 2007 2009 2011
- Wicemistrzostwo ligi: (-)

-